# NGC 2319
NGC 2319 est un amas ouvert, ou un groupe d'étoiles, situé dans la constellation de la Licorne. Il a été découvert par l'astronome germano-britannique William Herschel en 1783.